# Nowy Franciszków
Nowy Franciszków – wieś w Polsce położona w województwie lubelskim, w powiecie opolskim, w gminie Opole Lubelskie.
W latach 1975–1998 wieś położona była w województwie lubelskim.
Wieś stanowi sołectwo w gminie Opole Lubelskie. Według Narodowego Spisu Powszechnego z roku 2011 wieś liczyła 64 mieszkańców.
| SIMC    | Nazwa | Rodzaj    |
| ------- | ----- | --------- |
| 1022601 | Kliny | część wsi |

## Urodzeni w Nowym Franciszkowie
- Jan Adach – członek Komendy Głównej Okręgu Lublin Batalionów Chłopskich.